# Галицький Руслан Вікторович
Руслан Вікторович Галицький (14 липня 1972, Івано-Франківськ, Україна — 5 грудня 2016, Алеппо) — російський воєначальник українського походження, полковник ЗС РФ, учасник війни на Донбасі та російської військової інтервенції в Сирію. Кавалер ордена Мужності (посмертно).

## Біографія
Походив із сім'ї потомствених офіцерів. Закінчив львівську військову спецшколу. У 1990 році Галицький переїхав зі Львова до Москви і вступив до Московського вищого загальновійськового командного училища, яке закінчив у 1994 році із золотою медаллю і там же почав проходити службу командиром взводу та роти курсантів. У 2002 році закінчив із золотою медаллю Загальновійськову академію Збройних сил Російської Федерації на базі Військової академії імені Фрунзе і протягом восьми років служив у Московській області на посадах командира мотострілецького батальйону та заступника начальника штабу 27-ї окремої мотострілецької бригади, начальника відділення оперативного відділу оперативного управління Московського військового округу.
У 2010 році вступив до Військової академії Генерального штабу, яку закінчив у 2012 році у званні полковника із золотою медаллю «За відмінне закінчення військового освітнього закладу вищої професійної освіти МО РФ». У 2011 році отримав звання кандидата військових наук.
Після закінчення академії Галицький був направлений для продовження військової служби в оперативне управління Південного військового округу на посаду начальника оперативного управління військової частини 64722 12-го командування резерву, яка базується на обстановці повної таємності на російсько-українському кордоні в Новочеркаську (Ростовська область).
У лютому 2016 року Галицький обійняв посаду командира 5-ї окремої танкової бригади. Прослужив на цій посаді менше року. 6 травня представник Головного управління розвідки Міністерства оборони України Вадим Скибицький на підставі даних військової розвідки заявив, що Галицький, будучи високопосадовцем, займався координуванням сил проросійських бойовиків на Донбасі.
Восени 2016 року Галицький у складі групи російських військових радників був відряджений до Сирії, де за офіційними даними міністерства оборони РФ займався координуванням взаємодії між авіаційним угрупованням Повітряно-космічних сил РФ, що базується на авіабазі Хмеймім, частинами армії Сирії та іншими підрозділами, що беруть участь у війні.

### Загибель
За офіційними даними міністерства оборони РФ, що поширилися на початку грудня 2016 року по ЗМІ, Галицький був тяжко поранений внаслідок артилерійського обстрілу з боку житлових кварталів західної частини Алеппо, яка контролювалася бійцями сирійської опозиції. За даними телекомпанії «Ариг Ус», снаряд розірвався у наметі шпиталю, у якому перебував Галицький, і з осколків потрапив йому у основу черепа. Російські військові медики протягом кількох діб боролися за життя Галицького, і за даними «Ариг Ус» він не приходячи до тями помер 5 грудня у шпиталі в Москві. За офіційними даними міністерства оборони РФ, які розходяться з фактичними даними ЗМІ, Галицький став 23 російським військовим, який загинув під час операції в Сирії, при тому, що до цього списку не включаються члени приватних військових компаній.
8 грудня указом президента РФ Галицький був посмертно нагороджений орденом Мужності. 
Похорон Галицького пройшов 10 грудня на Федеральному військовому меморіальному цвинтарі в Митищинському районі Московської області. Труна з його тілом, покрита прапором Росії, була виставлена в оточенні почесної варти в жалобному залі цвинтаря.

### Особисте життя
Був одружений. Виховував трьох дітей — дочку та двох синів.